# Denis Asselberghs
Pour les articles homonymes, voir Asselbergs.
Denis Asselberghs, né le 7 décembre 1957, est un journaliste, rédacteur en chef, directeur éditorial, écrivain, scénariste de bande dessinée, chroniqueur de radio et de télévision belge francophone. Connu comme spécialiste de la mobilité.

## Biographie
Denis Asselberghs naît le 7 décembre 1957.
Il devient journaliste en 1977. Il est curieux de nature, il aborde indifféremment les questions de l’automobile à l’aéronautique, du sport à celles de société, de la musique aux arts plastiques.
Il collabore régulièrement au journal de bande dessinée Tintin de 1980 à 1988 où il écrit sur le sport automobile, les motos. Il devient le chroniqueur automobile de l'hebdomadaire en 1982 et il tient la rubrique Les Chemins de l'aventure.
Il publie de nombreux ouvrages sur les sports moteurs. Il écrit également les scénarios de deux one shots publicitaires Racing with Thierry Boutsen pour le dessinateur Clovis et Racing Fever pour les dessinateurs Clovis, André Osi et Christian Lippens publiés en 1983. En outre, il écrit la préface de l'album Jacky Ickx - L'enfant terrible, deuxième volume de la série Les Dossiers Michel Vaillant de Jean Graton sur le pilote Jacky Ickx en 1996. Il scénarise également le troisième opus de cette série McQueen - L'homme mécanique publié par Graton éditeur en 1997.
Il lance en octobre 2019 le magazine bimestriel Mobility Life, supplément d’AutoTrends pour ne rien manquer de la nouvelle mobilité. Sa mission de rédacteur en chef est d'expliquer au lecteur qu’il faut passer à une autre mobilité dans un monde de plus en plus complexe, dense et interconnecté. Ce qu'il est ravi de partager avec les auditeurs dans sa chronique de l'émission de radio Le Journal de la mobilité sur les ondes de Nostalgie dès janvier 2021. Il fait pareil pour la chaîne de télévision LN24 avec son Petit Journal de la Mobilité en 2022.

## Œuvres

### Publications

#### Beaux livres
- Denis Asselberghs, Jacky Ickx : Mes souvenirs noirs et blancs, Glénat, 1991, 128 p., ill. ; 28 cm (ISBN 2-87176-005-5)
- Denis Asselberghs et Stéphane Halleux, Jacky Ickx, Grenoble, Glénat, 29 février 1996 (ISBN 9782871760054)
- Denis Asselberghs et Stéphane Halleux, Les 24 heures de Francorchamps 1996, Gsn (ISBN 9782930120096)
- Denis Asselberghs et Stéphane Halleux, Les 24 heures de Francorchamps 1997, Gsn, 1er décembre 1997, 125 p. (ISBN 9782930120171)
- Denis Asselberghs et Clovis (illustrateur), Dessine-moi une auto, DPPC, 1998
- Trophée Andros, l'album 1989-1999, Apach, 1er mars 1999, 139 p. (ISBN 978-2930120393)
- Denis Asselberghs et Jean-Claude Schertenleib, L'Année grands prix moto 2000-2001, Saint-Sulpice, Chronosports GSN Publishing, 6 décembre 2000, 192 p. (ISBN 9782940125586)
- Garage Francorchamps (Ferrari 1952-2002), Apach, 1er septembre 2002, 139 p. (ISBN 9782930354033)
- Races around the clock, Apach, 1er septembre 2003 (ISBN 9782930354026)bilingue français - anglais
- Oreca 30 ans déjà, Apach, 21 janvier 2003, 192 p. (ISBN 978-2930354040)bilingue français - néerlandais
- Ultimate cars, Apach, 1er février 2003 (ISBN 9782930354057)bilingue français - anglais
- Fia-GT 2002, Apach, 1er février 2003, 140 p. (ISBN 978-2930354149)
- Denis Asselberghs, Paul Courten et Peter Gabriel (préface), Golden Years : Rock 70-80[10], Apach, 2004, 239 p. (ISBN 978-2930354262)
- Denis Asselberghs et Stéphane Halleux, FIA GT Championship Édition 2005, Waterloo, Apach, 21 décembre 2005, 139 p. (ISBN 9782930354330)
- Denis Asselberghs et Stéphane Halleux, FIA GT Championship Édition 2006, Waterloo, Apach, 2006, 135 p. (ISBN 978-2930354408)
- Denis Asselberghs et Stéphane Halleux, FIA GT Championship Édition 2007, Apach, 1er décembre 2007 (ISBN 9782930354477)

### Bande dessinée

#### Dossiers Michel Vaillant
- 3. McQueen - L'homme mécanique, Graton éditeur, Bruxelles, avril 1997
Scénario : Jean Graton, Denis Asselberghs - Dessin : Jean Graton, Daniel Bouchez, Jean-Luc Delvaux, Christian Lippens, Marc Pierard - Couleurs : quadrichromie -  (ISBN 2-87098-029-9)

#### Livres
: document utilisé comme source pour la rédaction de cet article.
- Jean-Louis Lechat, Un demi-siècle d’aventures t. 2 : 1970 - 1996, Bruxelles, Le Lombard, 5 décembre 1996, 224 p., ill. ; 31 cm (ISBN 280361233X, OCLC 37995939, BNF 37539082, présentation en ligne), p. 99, 106. .
- Philippe Mellot, Michel Denni, Laurent Turpin et Isabelle Morzadec, Trésors de la bande dessinée : BDM 2023-2024 - Catalogue encyclopédique et Argus, Paris, Les Arènes, novembre 2022, 23e éd., 1677 p., ill. ; 23 cm (ISBN 9791037507280, OCLC 1351462460, présentation en ligne), p. 830. .